# 三沢市立第二中学校
三沢市立第二中学校（みさわしりつ だいにちゅうがっこう）は、青森県三沢市大字三沢字園沢にある公立中学校。
元々は浜三沢地区に建っていたが、三沢基地を離着陸する軍用機の騒音のため移転。四川目地区の集団移転先の大津地区の隣り、園沢地区に1998年（平成10年）1月16日を以って現在の校舎に移った。
周辺は田畑と住宅が広がり、隣には同じく移転してきた三沢小学校が建つ。
地元では、二中（にちゅう）と呼ばれる。

## 沿革
- 1952年（昭和27年）4月1日 - 三沢中学校と三川目中学校が統合し、大三沢町立第二中学校開校。
- 1958年（昭和33年）9月1日 - 大三沢町の市制施行（市制施行後は三沢市に改称）により、三沢市立第二中学校と改称。
- 1962年（昭和37年）4月30日 - 鉄筋コンクリート完全防音校舎第一期工事二教室完成。
- 1963年（昭和38年）11月30日 - 第二期工事完成。
- 1979年（昭和54年） - 第二中学校がコンター指定される。
- 1994年（平成6年）9月 - 三沢飛行場を離陸した航空自衛隊三沢基地所属のT2練習機が離陸直後に後部座席のキャノピー（円盤）が外れ、基地東側の水田に落下。この場所が三沢小学校から約500m地点だったため、児童生徒やその保護者及び学校関係者らは、不安を募らせ、移転を要望。
- 1996年（平成8年）9月 - 新校舎建設工事開始。
- 1997年（平成9年）12月 - すべての工事が完了。
- 1999年（平成11年）9月4日 - 新校舎落成式記念式典挙行。
- 2002年（平成14年）11月30日 - 創立50周年記念式典挙行[1]。

## 部活
- 野球部
- サッカー部
- 卓球部
- 柔道部
- 吹奏楽部
- テニス部
- ソフトボール部
- バレー部

愛好会
水泳愛好会

## 出身者
- 貴ノ浪貞博（元大相撲力士・大関）
  - 当校の相撲部に在籍し、卒業後に角界入りした。
- 大野果歩（バレーボール選手 - 東レアローズ）
- 大野果奈（バレーボール選手 - NECレッドロケッツ）
- 種市篤暉（プロ野球選手 - 千葉ロッテマリーンズ ）

## 参考資料
- 『青森県教育史 別巻』（青森県教育委員会・1973年12月20日発行）「学校沿革 中学校」892頁「（三沢）第二中学校」（1963年の項まで）
- 『三沢市史 続通史編』（三沢市・2008年12月1日発行）「第三編 平成を迎えて～二十年のあゆみ～・第七章 基地とのかかわり・第三節 事故、騒音対策と集団移転・3 集団移転」の383頁～384頁「三沢小学校と第二中学校移転」（1979年の項から）